# Deinanthe
Deinanthe es un género con dos especies de plantas perennes perteneciente a la familia  Hydrangeaceae. Es originario de China.

## Descripción
Son pequeñas plantas herbáceas, con rizomas que se encuentran en los bosques de montaña del este de Asia, desde China a Japón. Son perennifolias y forman colonias en la sombra de bosques y jardines de roca. Estas hermosas plantas tienen grandes hojas divididas en dos en su ápice que crecen a un ritmo lento para que su follaje sea espeso y arbustivo, son de color verde oscuro, casi con textura, con venas profundas, cordadas y dentadas, brotan de los tallos largos y delgados.  A finales del verano a principios del otoño, la inflorescencia en forma de copa en colores brillantes desde púrpura pálido, azul, rosa o blanco a casi blanco, son parecidas a los floretes de hortensias  en miniatura. Las raíces y las hojas son comestibles.

## Taxonomía
El género fue descrito por Carl Johann Maximowicz y publicado en Mémoires de l'Académie Impériale des Sciences de Saint Pétersbourg, Septième Série (Sér. 7) ser. 7. 10(16): 2. 1867. La especie tipo es: Deinanthe bifida Maxim.

## Especies aceptadas
A continuación se brinda un listado de las especies del género Deinanthe aceptadas hasta mayo de 2014, ordenadas alfabéticamente. Para cada una se indica el nombre binomial seguido del autor, abreviado según las convenciones y usos. 
- Deinanthe bifida Maxim.
- Deinanthe caerulea Stapf